# Szia, Életem!
A Szia, Életem! 2022-ben bemutatott magyar filmvígjáték.

## Cselekmény
Barna régebben sztáríró volt, most viszont a Vuk átírását próbálja lenyomni a kiadó torkán. Ez nem jön össze, Barna 10 nap haladékot kap, hogy írjon valami elfogadhatót, vagy különben felbontják a szerződését. Barna hazamegy, lefekszik a taxis nővel, akivel bunkón viselkedik, ezért a nő jól lehúzza. Pont ez hiányzott Barnának, így is az anyagi csőd szélén áll, ráadásul a behajtók is zaklatni kezdik. Aztán megjelenik a volt barátnője, aki egy időre Tokióba utazik, ezért Barnára akarja sózni a közös gyereküket, akit Barna szinte még nem is látott, és nem is akarta, hogy megszülessen. Barna ellenkezik, de a nő elrohan, viszont a nagy utazótáskáját Barnánál hagyja, amiből előmászik Samu, a gyerek. Barna köpni-nyelni nem tud, azt gondolja, hogy jól átverték, így járt. Samu sokszor bepisil, válogatós és csibész, ezért Barna nem bír vele, nem is akar, ő csak szeretne végre írni valamit, hamarosan lejár a határidő. A napok telnek, Barna és Samu egyre közelebb kerül egymáshoz, Barna úgy érzi, hogy a gyerek sok bosszúságot ad, de sok örömöt is. A férfi írni is elkezd, elküldi a kiadónak és meglepődve tapasztalja, hogy szenzációsat írt.

## Szereplők
| Színész             | Szereplő             |
| ------------------- | -------------------- |
| Thuróczy Szabolcs   | Keserű Barna         |
| Pásztor-Várady Mór  | Keserű Samu          |
| Sárközi-Nagy Ilona  | Sára                 |
| Kovács Patrícia     | Patrícia, a párduc   |
| Mucsi Zoltán        | Bérces Béla, a kiadó |
| Básti Juli          | Juhászné, a szomszéd |
| Tasnádi Bence       | Tibi, a menedzser    |
| Pálmai Anna         | taxisofőr            |
| Meszléry Judit      | nagymama             |
| Scherer Péter       | producer             |
| Elek Ferenc         | doktor               |
| Szűcs Nelli         | becsüs               |
| Kiss Diána Magdolna | bébiszitter          |
| Szabó Balázs        | utcazenész           |
| Takács Nóra Diána   | gyámügyis            |

## Érdekességek
- A film producerének Geszti Péternek az egyik együttesének, a Gringo Starnak volt a film címével megegyező dala.
- A főszereplő lakásában a lemezeknél látható egy Koós János lemez.
- A filmben elhangzik a Boldogság című Szécsi Pál dal.

## Filmzene
A film főcímdalát Szabó Balázs szerezte és énekli. A dalhoz a klip 2022. augusztus 18-án jelent meg, amelyben jelenetek láthatóak a filmből.

## Nézettség, bevétel
A nézettségi adatok szerint 62 226 jegyet adtak el rá, és ezzel az eredménnyel mintegy 92 887 830 Ft bevételt termelt a jegypénztáraknál.